# Maky Lavender
Pour les articles homonymes, voir Lavender.
 (octobre 2020).
Makendal St-Félix, né le , connu sous son nom d'artiste Maky Lavender, est un rappeur auteur-compositeur-interprète canado-haïtien né à Montréal.

## Enfance et éducation
Maky Lavender est le fils de parents haïtiens ayant immigré au Canada à la fin des années 1970.

## Discographie
- 2017 : Blowfoam 2[1][réf. nécessaire]
- 2020 : ...At Least My Mom Loves Me[2]
- 2020 : BF3 : The Kids Needed A Hero[3][réf. nécessaire]